# 瓦克瑟爾多恩
瓦克瑟尔多恩（德語：Wachseldorn）是瑞士伯恩州的一个市镇。该市镇总面积为3.52平方千米，截至2022年12月31日总人口为224人。